# 出雲市站
出雲市站（日语：／ Izumoshi eki */?）是位於日本島根縣出雲市站北町，屬於西日本旅客鐵道山陰本線的鐵路車站，為出雲市內的主要鐵路車站。現為直營車站，由松江站負責管理。
在出雲市車站的東側約100公尺處還有一畑電車北松江線的電鐵出雲市站，也是JR路線轉乘一畑電車路線的主要轉運站。
出雲市站也是許多駛往山陰地方特別急行列車的終點站，包括自岡山車站經伯備線駛入山陰本線的八雲號列車以及發自東京車站的夜車出雲號列車都是以此為終點站，經山陰本線行駛於鳥取縣及島根縣之間的快速列車鳥取快車也是以此為西端的終點站。
目前會停靠於出雲市站的特別急行列車和快速列車包括：
- 特急列車
  - 八雲號列車
  - 超級松風號列車
  - 超級隱岐號列車
  - 日出出雲號列車
- 快速列車
  - 水快車
  - 鳥取快車

## 历史
1910年官設的山陰本線自宍道車站往西延伸至此，由於當時車站所在屬於今市町，因此命名為出雲今市站。1912年可自本站往北接往出雲大社的大社線完成啟用。
1914年一畑輕便鐵道（1925年更名為一畑電氣鐵道，2006年再更名為一畑電車）完成自出雲今市站往北至雲州平田車站之間的鐵路，也開始共同使用出雲今市站。
1932年，計畫興建連結出雲大社及廣島縣宮島鐵路路線的大社宮島鐵道完成了自本站往南至須佐村的路段並開始營運，也成為出雲今市站的使用者之一；但1938年大社宮島鐵道由於確認無法能實現將鐵路連結至宮島的計畫而更名為出雲鐵道，1954年出雲鐵道因為營運困難，遂併入一畑電氣鐵道，往南至須佐的鐵路則更名為立久惠線。
原本車站所在地的今市町在1941年合併並改制為出雲市，因此車站在1957年改名為出雲市站，1964年一畑電氣鐵道將出雲市端的車站自原本與國鐵共用的車站分出，設立電鐵出雲市站，並在1965年將立久惠線廢除停止營運。
而1987年國鐵分割民營化後，原屬於國鐵的出雲市站則改隸屬西日本旅客鐵道，但西日本旅客鐵道所經營的大社線也隨之在1990年停駛。
1998年及2000年，出雲市站和電鐵出雲市站先後完成高架化成為高架車站。

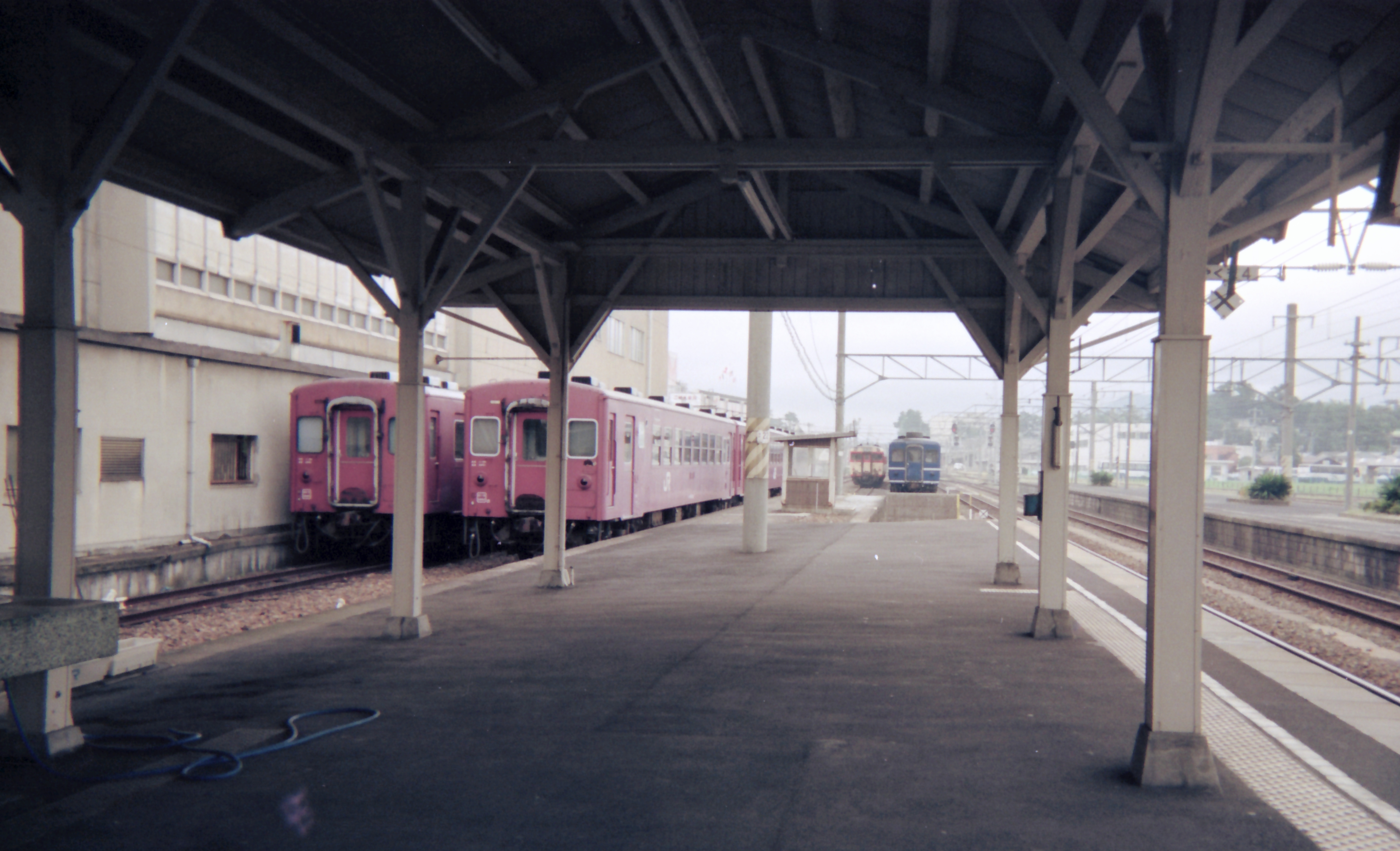
過去的出雲市車站的月台
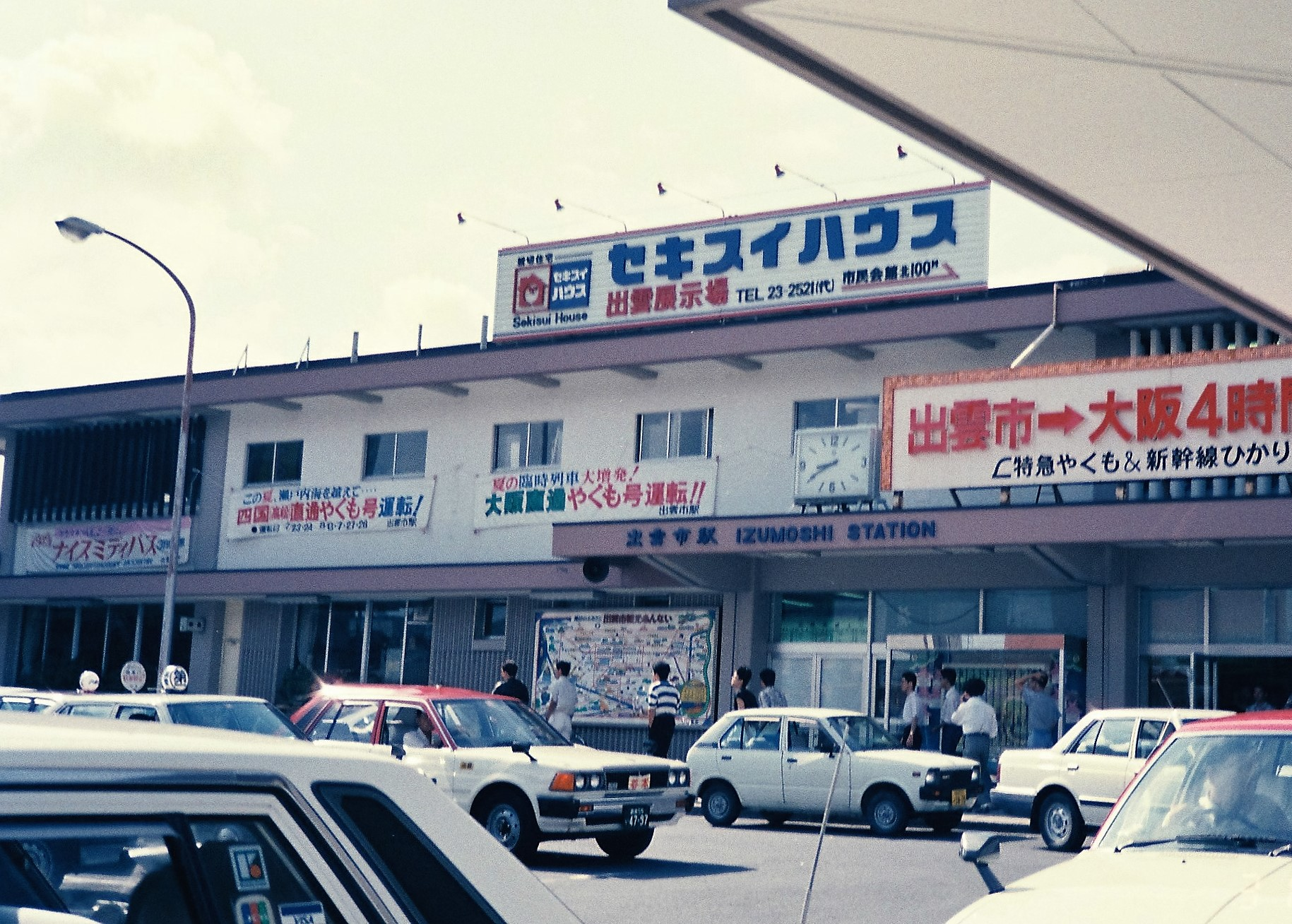
1988年仍為地上站的JR出雲市車站外觀
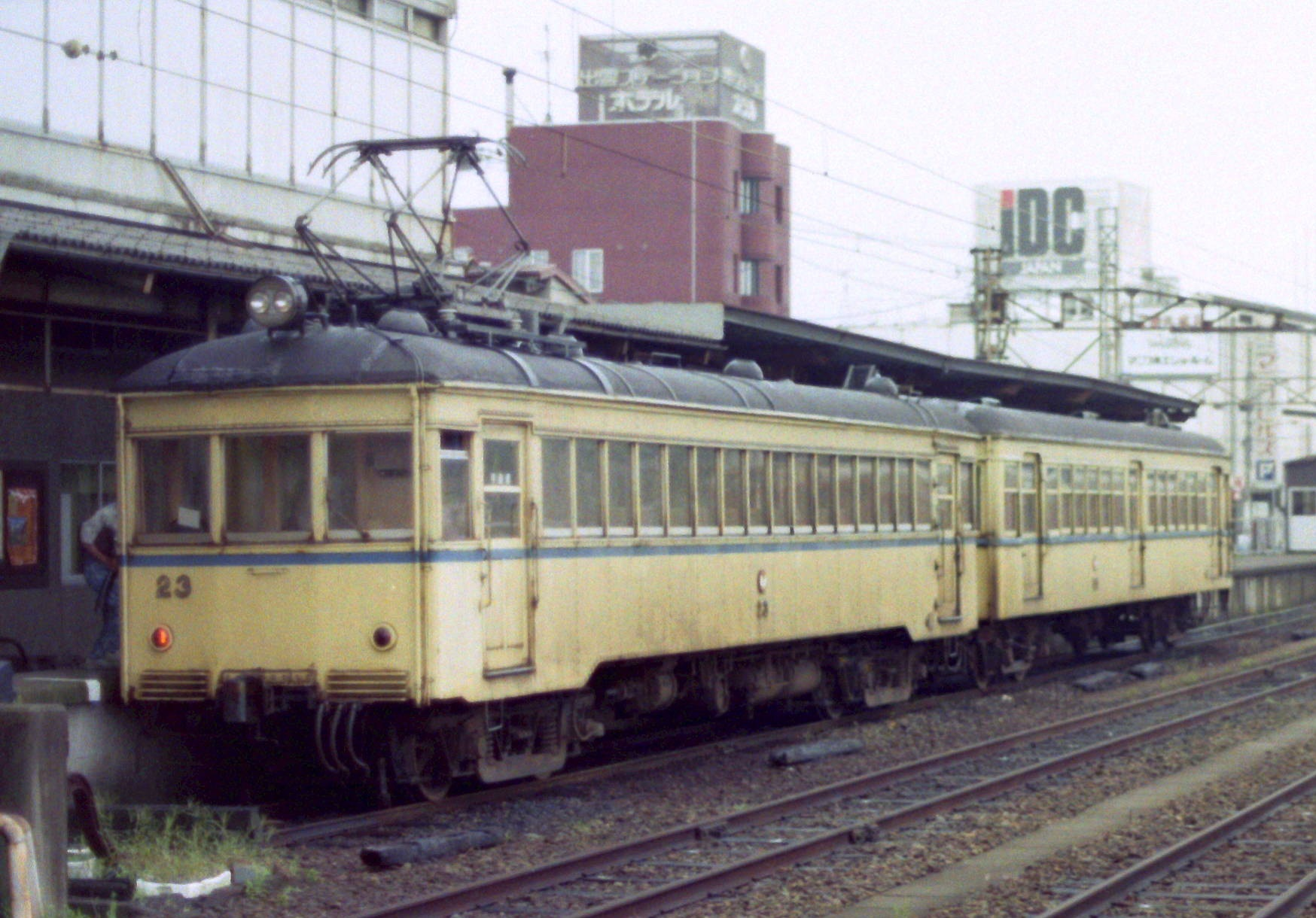
1998年仍為地上站的電鐵出雲市車站內停靠的電車

## 車站構造

### 西日本旅客鐵道
出雲市車站的月台為位於高架二樓的2面4線的島式月台，唯一的驗票口位於高架下方的一樓。
車站北口以出雲大社作為外觀形象設計，站內設有綠色窗口、綠色售票機，站舍內有餐廳、土產店、觀光案內所、服飾店、百元商店及便利商店。

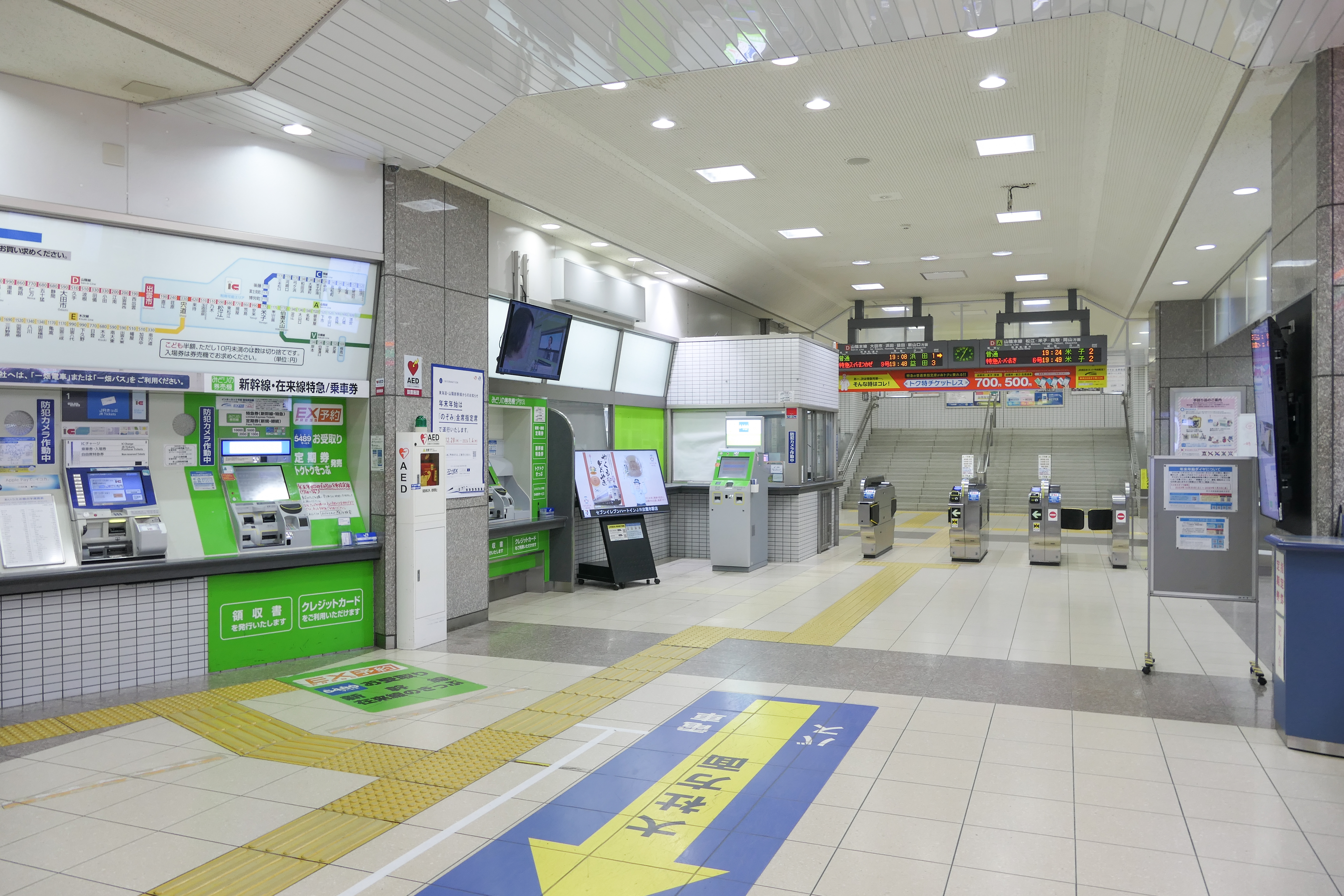
檢票口(2023年12月)
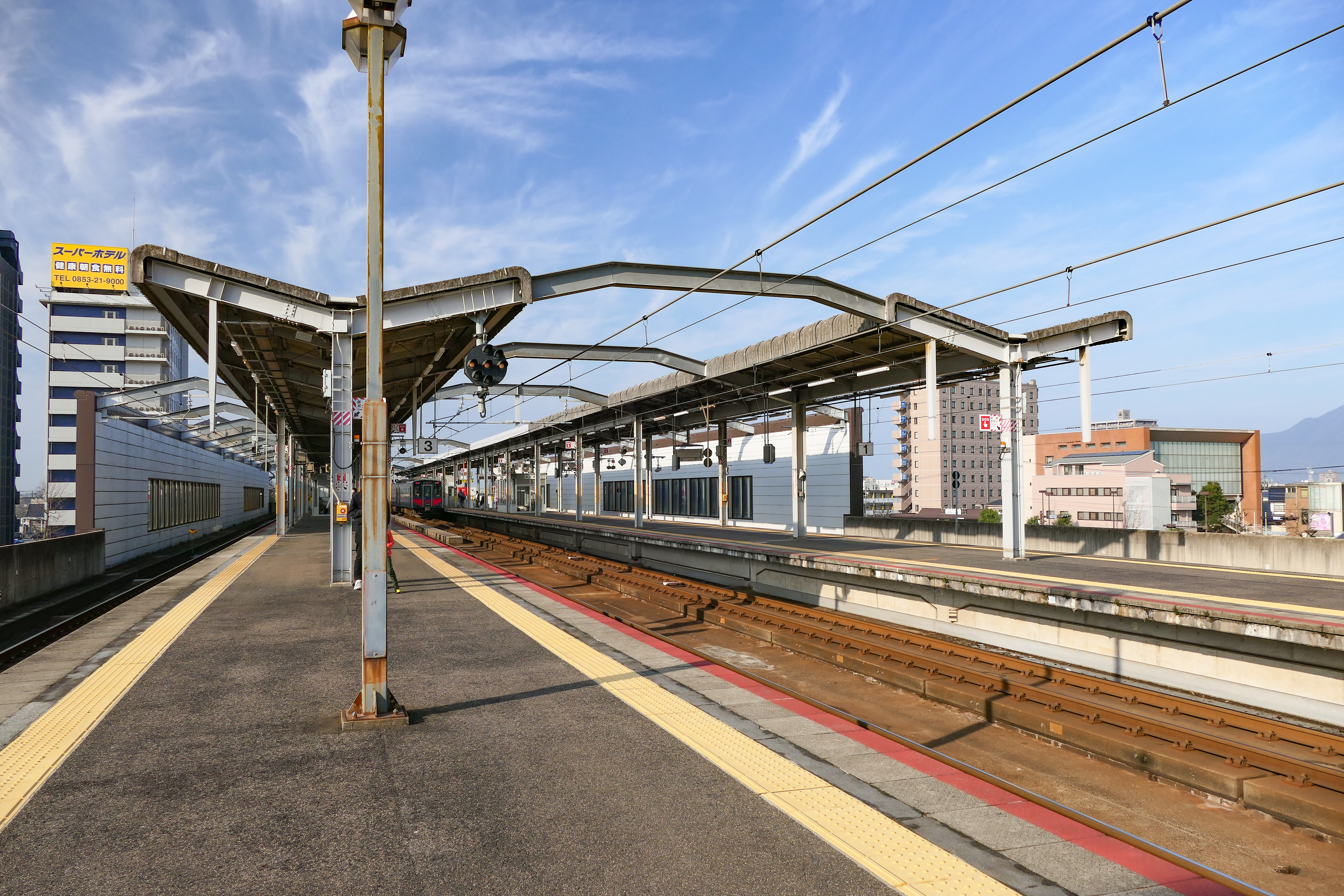
月台(2023年12月)

#### 月台配置
| 月台 | 路線     | 方向 | 目的地                         | 備註                 |
| ---- | -------- | ---- | ------------------------------ | -------------------- |
| 1    | 山陰本線 | 下行 | 大田市、濱田方向               | 部分列車於本站始發   |
| 1    | 山陰本線 | 上行 | 松江、米子、鳥取方向           | 包括於本站始發的列車 |
| 2    | 山陰本線 | 上行 | 松江、米子、鳥取、岡山方向     |                      |
| 3    | 山陰本線 | 下行 | 大田市、濱田、益田、新山口方向 |                      |
| 4    | 山陰本線 | 下行 | 大田市、濱田方向               | 包括於本站始發的列車 |
| 4    | 山陰本線 | 上行 | 松江、米子方向                 | 包括於本站始發的列車 |

過去在改建為高架車站前還曾有專供大社線使用的0號月台。目前1號月台位於最北側，4號月台位於最南側；位於內側的2號、3號月台為本線所使用，外側的1號、4號月台則為待避線使用，以本站為終點站的快速列車或普通會停靠於1號或4號月台。
但以本站為終點站的特急列車八雲號列車是停靠於2號月台再等候折返，此期間如果有自濱田方向駛來的列車則會停靠於1號月台。

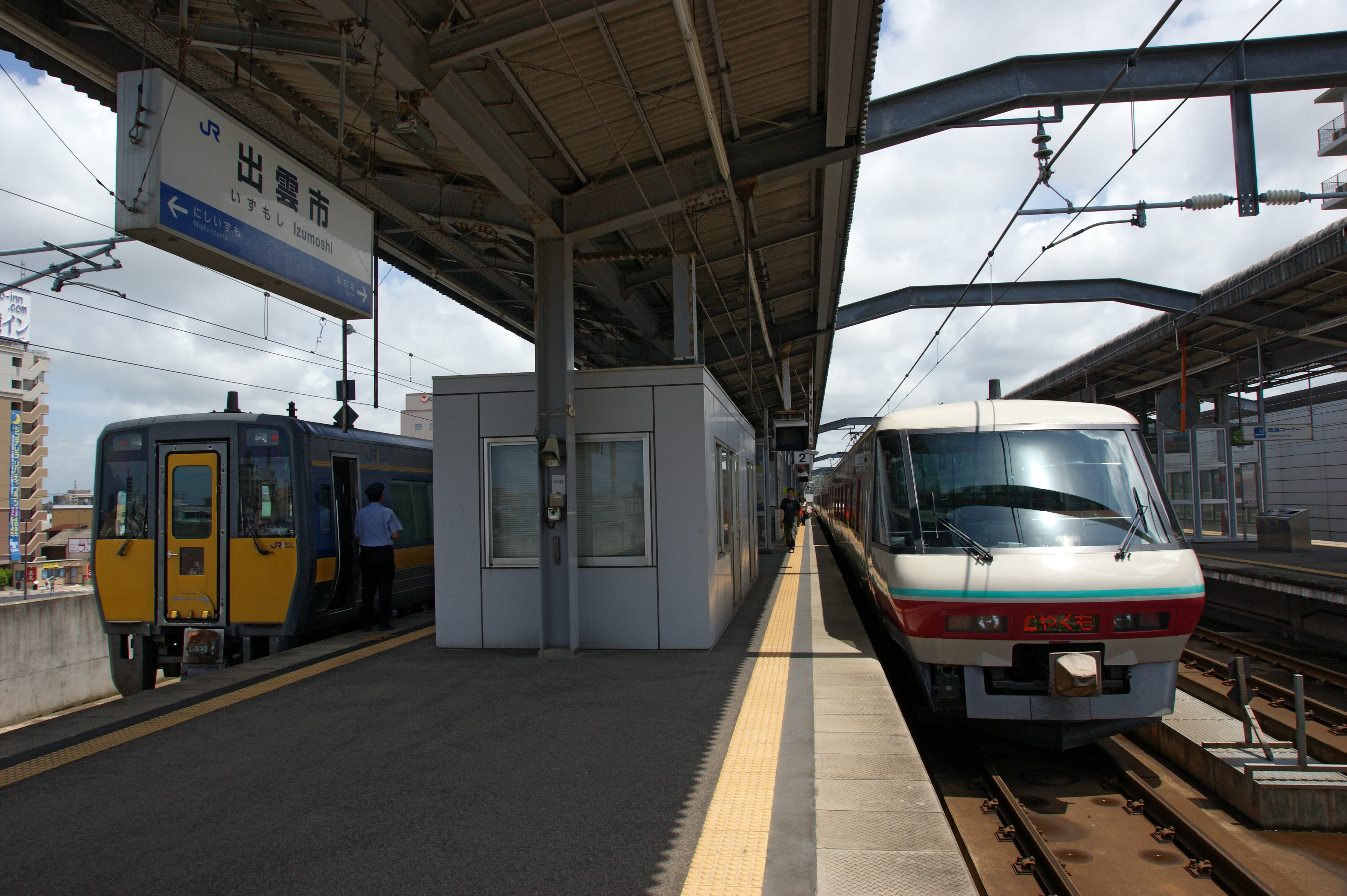
左側為1號月台，右側為2號月台，停靠於2號月台的及為八雲號列車
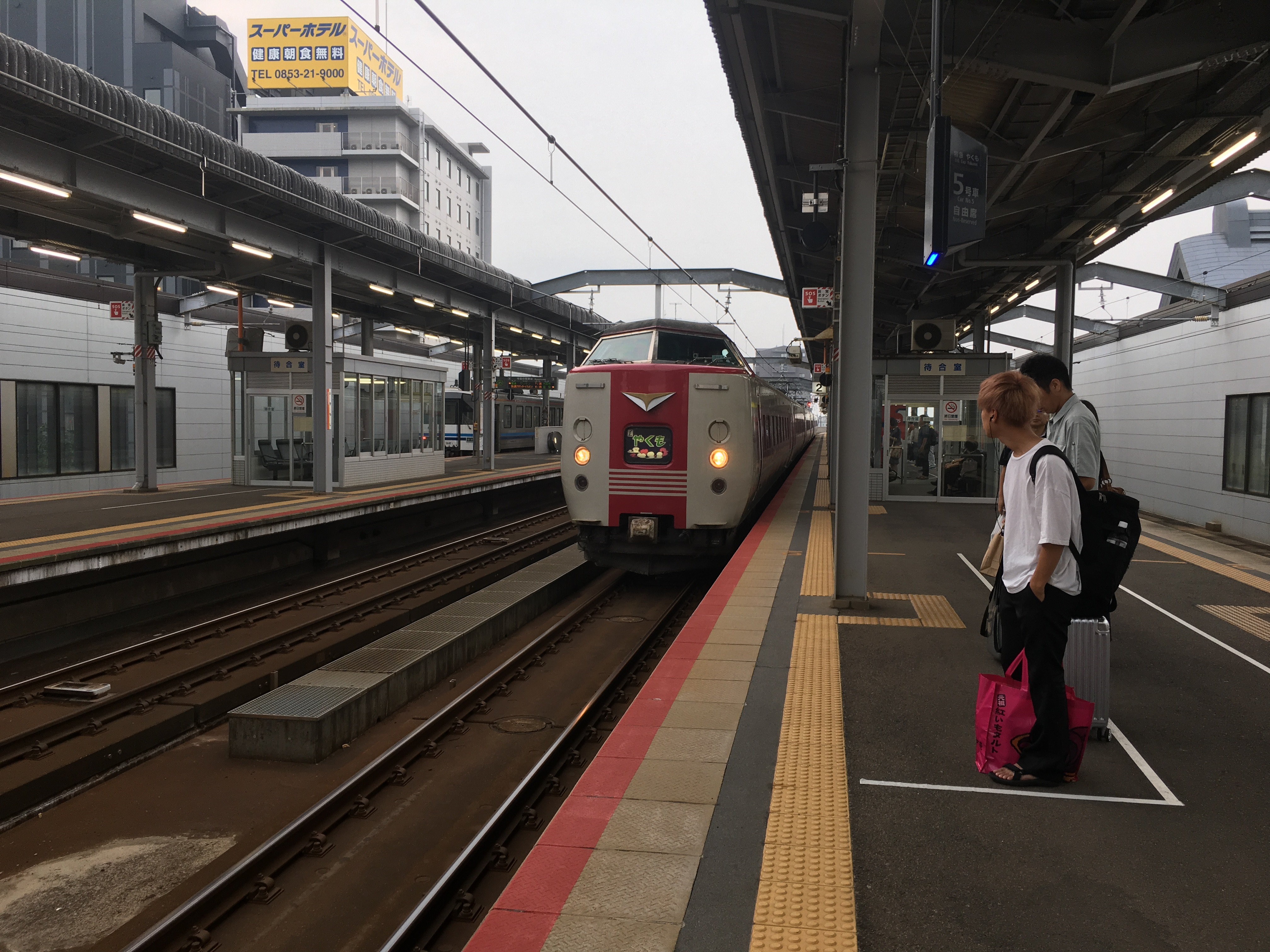
停靠於2號月台的八雲號列車
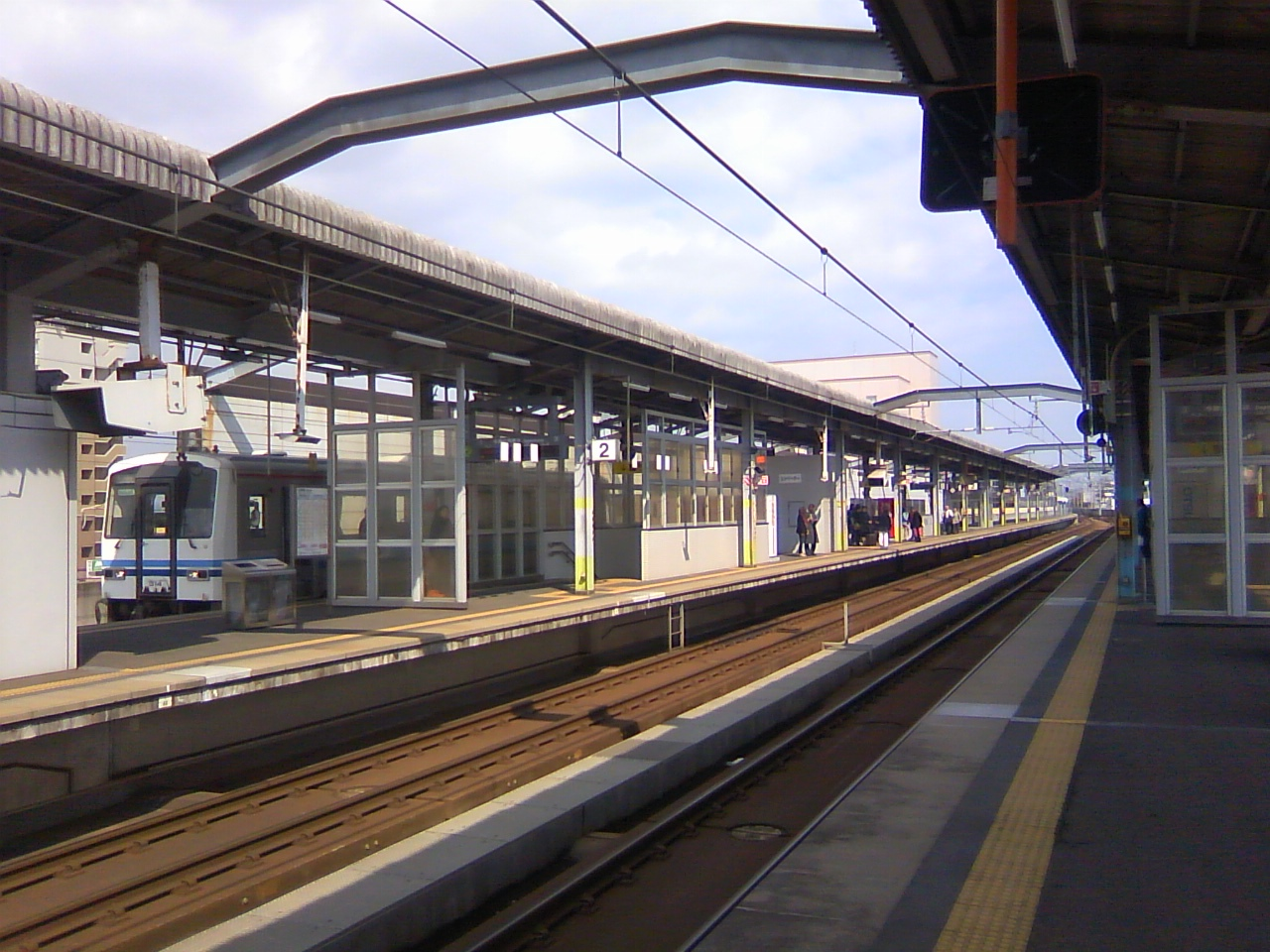
3號月台，鐵路對面為2號月台
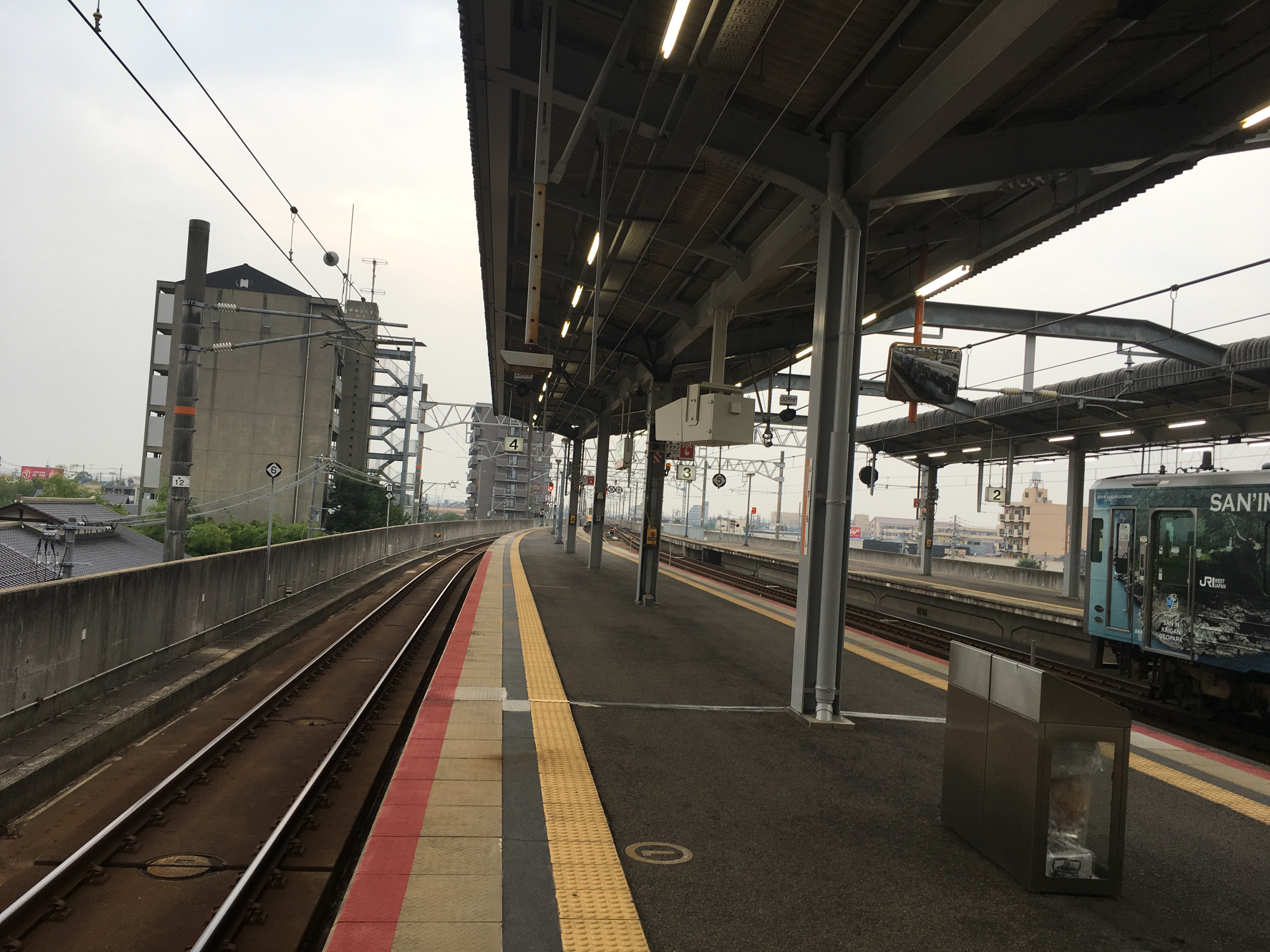
4號月台

### 一畑電車（電鐵出雲市站）
一畑電車的電鐵出雲市車站也是有人車站，位於西日本旅客鐵道北口以東約100公尺處，與西日本旅客鐵道的車站之間無法直接換乘。
月台為位於高架二樓的1面2線的島式月台，但1號月台較短，列車多大停靠於2號月台，1號月台則多為包車使用，唯一的驗票口及候車室位於高架下方的一樓。

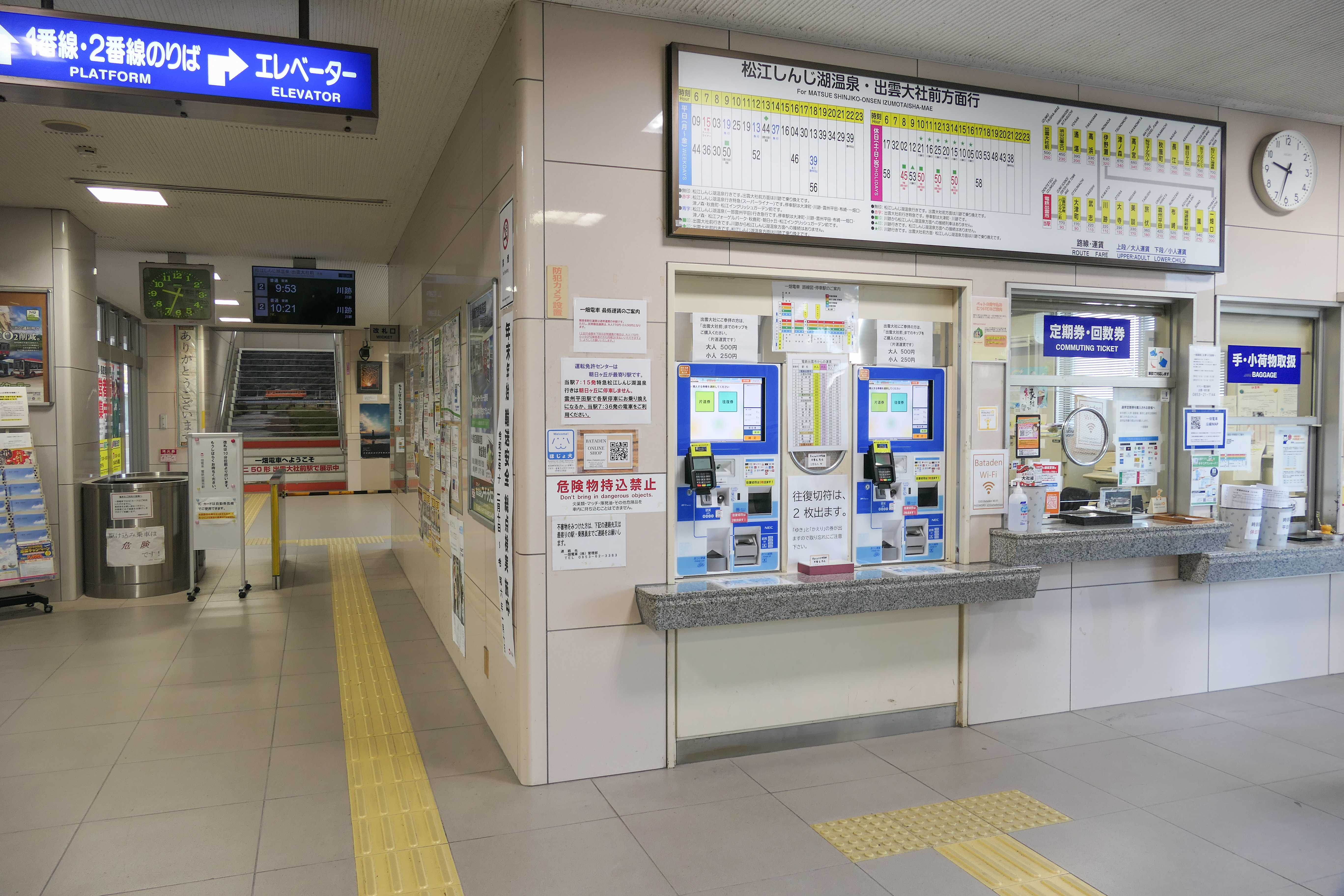
檢票口(2023年12月)
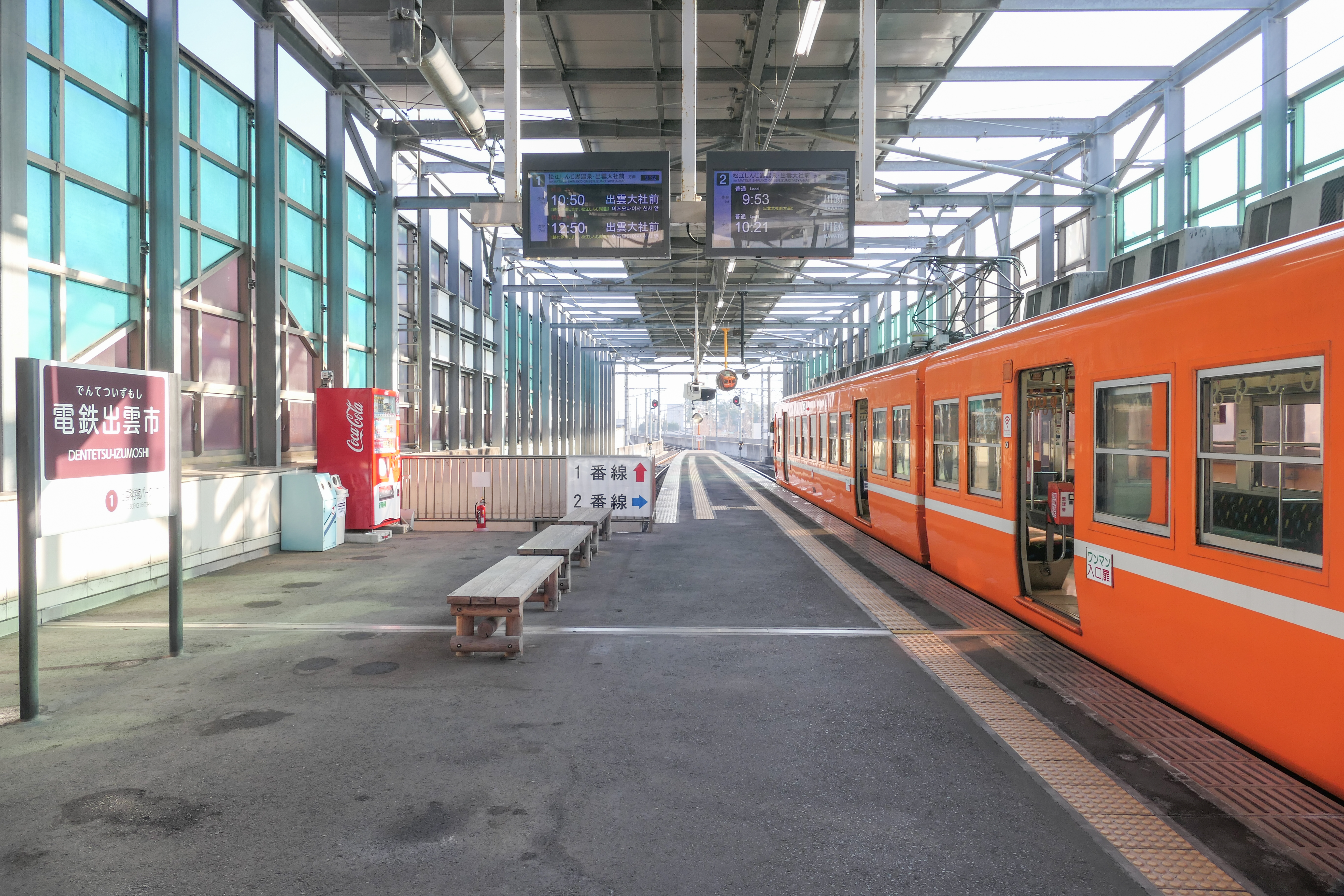
1號與2號月台(2023年12月)

#### 月台配置
| 月台 | 路線     | 目的地                               |
| ---- | -------- | ------------------------------------ |
| 1、2 | 北松江線 | 川跡、出雲大社前、松江宍道湖溫泉方向 |

## 車站周邊
北口
- 雙葉酒店出雲
- 東橫INN出雲市站前
- Hotel Alpha-1（日语：ホテルアルファーワン）出雲
- Green Hotel出雲
- 燕子旅行出雲店（中國JR巴士窗口）
- 出雲市政府（日语：出雲市役所）
- 出雲市民醫院
- 出雲市立第二中學校
- 松江地方裁判所出雲支部
- 出雲年金事務所
- 出雲站前郵局

南口
- BigHeart出雲（日语：ビッグハート出雲）
- 超級酒店（日语：スーパーホテル）出雲站前
- 出雲Green Hotel Morris
- Dormy Inn（日语：ドーミーイン）出雲
- 出雲郵局（日语：出雲郵便局 (島根県)）
- 里索那銀行島根客戶服務中心
- 島根中央信用金庫（日语：島根中央信用金庫）南支店
- 島根縣道277號多伎江南出雲線（日语：島根県道277号多伎江南出雲線）

## 相鄰車站
西日本旅客鐵道
 山陰本線
- 特急「超級隱岐」「超級松風」停車站、特急「八雲」、特急「日出出雲」始發站

■快速■快速「鳥取快車」
直江－出雲市
■快速「水快車」
※列車的停車站稍有不同，參見列車條目。此站與米子站之間為各站停車。
■普通
直江－出雲市－西出雲
一畑電車
北松江線
■特急「Super Liner」（只限平日下行1班）、■特急（只限周末、假日）
電鐵出雲市（1）－大津町（3）
■急行（只限平日上行1班）、■普通
電鐵出雲市（1）－出雲科館公園鎮前（2）

### 已廢除的路線
西日本旅客鐵道
大社線
出雲市－出雲高松

## 外部連結
- （日語） 出雲市站情報 （页面存档备份，存于） - JR西日本
- （日語） 電鐵出雲市站 （页面存档备份，存于） - 一畑電車